# T-1
T-1是由美國軍方研發設計（魔鬼終結者3），為了專研極端戰鬥能力的網路系統而生產的第一類型終結者機器人，採坦克履帶驅動。美軍建造T-1此強大的武器目的是掃蕩敵方戰場及往後其他類型之終結者機器人的研發而建構。
由於一開始生產的數量有限，每個T-1都有創立屬於自己的獨立編號及先進個人防塵電包布加以覆蓋封存。賽博坦公司的邁爾斯戴森博士創造了這個第一代的全方位自主性地面進體系在2003年作為其計劃的一部分，而這些T-1型號的機械人算是日後所有魔鬼終結者系列的始祖。

## 系列劇情

### 魔鬼終結者3
T-1 这是一种非常早期的终结者，功能也比较简单，只能移动和开火，除了眼睛，基本看不出后来终结者的影子，是很纯粹的机器人。
在2003年7月24日，T-1被T-X的控制注射器控制使它們自行啟動開始對人類大開殺戒。 審判日後，天網繼續使用它們殺死人類。

### 魔鬼終結者：未來救贖
到2018年，天網仍然使用T-1來殺人類隨著到T-600系列。
還有一些T-1單位在天網中心，管理人類囚犯到天網工作營。